# Dehmke
Dehmke ist ein Ortsteil des Fleckens Aerzen im Landkreis Hameln-Pyrmont in Niedersachsen.

## Geographische Lage
Der Ort liegt etwa 7 km westlich der Kreisstadt Hameln. Nordöstlich des Dorfes erstrecken sich die Ausläufer des Riepen, während von Norden nach Süden der Oberdehmkerbach den Ort durchfließt.

## Geschichte
Erstmals wurde Dehmke im 14. Jahrhundert als Oberdehmke (Oberndeimpke) genannt. Dieser Name leitet sich von dem kleinen Bach Dehmke ab, der den Ort durchfließt.
Am 1. Januar 1973 wurde Dehmke in den Flecken Aerzen eingegliedert.

## Politik

### Ortsrat
Im Jahre 2011 wählte der Ortsrat Dagmar Brackhahn in einer umstrittenen Wahl zur Ortsbürgermeisterin. Seit 2016 ist Corinna Menze Ortsbürgermeisterin.

### Ortswappen

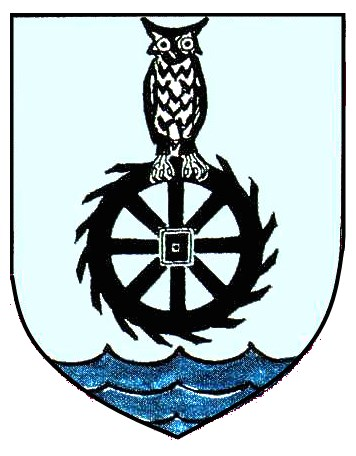
Ortswappen von Dehmke

Das Ortswappen besteht aus silbernen Grund über blauem Wellenfluss. Darauf ein unterschlächtiges schwarzes Mühlrad, auf dem eine Eule sitzt.
Der Landgemeinde Dehmke wurde mit Erlass vom 6. Oktober 1933 die Genehmigung zur Führung des Wappens vom Preußischen Staatsministeriums erteilt.

## Persönlichkeiten
Der Heraldiker und Kunsthistoriker Friedrich Warnecke wurde am 21. April 1837 in Dehmke geboren.

## Belege
1. ↑  Nahverkehrsplan 2023 – 2027 / ANLAGE 1 – Einwohnerzahlen Ortsteile 2022. (PDF; 406 KB) Landkreis Hameln-Pyrmont, S. 1, abgerufen am 7. November 2024.
2. ↑  Statistisches Bundesamt (Hrsg.): Historisches Gemeindeverzeichnis für die Bundesrepublik Deutschland. Namens-, Grenz- und Schlüsselnummernänderungen bei Gemeinden, Kreisen und Regierungsbezirken vom 27. Mai 1970 bis 31. Dezember 1982. W. Kohlhammer GmbH, Stuttgart/Mainz 1983, ISBN 3-17-003263-1, S. 194.
3. ↑  Eklat um Wahl zur Ortsbürgermeisterin